# Рајнхолтероде
Рајнхолтероде (њем. Reinholterode) општина је у њемачкој савезној држави Тирингија. Једно је од 89 општинских средишта округа Ајхсфелд. Према процјени из 2010. у општини је живјело 784 становника. Посједује регионалну шифру (AGS) 16061076.

## Географски и демографски подаци
Рајнхолтероде се налази у савезној држави Тирингија у округу Ајхсфелд. Општина се налази на надморској висини од 325 метара. Површина општине износи 8,7 km². У самом мјесту је, према процјени из 2010. године, живјело 784 становника. Просјечна густина становништва износи 90 становника/km².

## Међународна сарадња
| Мјесто   | Држава    | Врста сарадње | Од    |
| -------- | --------- | ------------- | ----- |
| Олдензал | Холандија | контакт       | 1993. |
| Багод    | Мађарска  | партнерство   | 1995. |
| Берлот   | Белгија   | контакт       | 1993. |
| Извор    |           |               |       |